# Rosco Allen
Rosco Allen (Budapest, 1993. május 5. –) magyar-amerikai kettős-állampolgárságú magyar válogatott kosárlabdázó.

## Pályafutása

### Klubcsapatban
Rosco Allen Budapesten született, majd még fiatalon, tizenkét éves korában került ki az Egyesült Államokba. Az édesanyja révén magyar származású játékos Las Vegasban járt középiskolába, majd került a Stanford Cardinal egyetemi bajnokságban játszó csapathoz. A Bishop Gorman csapatával háromszor nyert állami bajnoki címet Nevadában. 2012 novemberében bemutatkozott az egyetemi bajnokságban, az NCAA-ben is. Az ezt követő években alapembere és egyik legeredményesebb játékosa lett a Stanford Cardinalnak. Jelentkezett az NBA 2016-os draftjára, de a kétkörös kiválasztáson nem kelt el a játékjoga. Ezt követően júliusban a spanyol élvonalban szereplő Obradoiro igazolta le. 2016 nyarán a Golden State Warriors meghívására részt vett az NBA nyári táborában. A 2016-17-es bajnokságot követően a Iberostar Teneriféhez igazolt. Itt két szezont töltött el, a 2017-2018-as szezonban a Bajnokok Ligájában is pályára léphetett. 2018 nyarán a japán másodosztályba, a Simane Szuszanoo Magic csapatához igazolt. Csapata a 2018-2019-es szezon végén feljutott a japán élvonalba, azonban Allen maradt a másodosztályban és a Gunma Crane Thunders együttesében folytatta pályafutását.

### A válogatottban
A magyar válogatott tagjaként részt vett a 2017-es Európa-bajnokságon.

## Külső hivatkozások
- Profilja a spanyol bajnokság honlapján
- Profilja a Stanford Cardinal honlapján